# San Silvestre de Tudela
La San Silvestre de Tudela o San Silvestre Tudelana es una competición atlética celebrada anualmente durante la tarde Nochevieja en la localidad navarra de Tudela.

## Características

### Recorrido
El recorrido es habitualmente de entre 4 y 5 kilómetros de largo por las calles del casco antiguo tudelano, saliendo y llegando a meta en la calle Herrerías.

### Participación
En este carrera suelen darse cita alrededor de los dos millares de participantes. La inscripción es gratuita, si bien en alguna edición se ha dado la posibilidad a los atletas de realizar un donativo para alguna causa solidaria.

## Relevancia de la competición
Actualmente es una de las competiciones atléticas más importantes en la Ribera de Navarra junto con la Vuelta a la Mejana, Medio Maratón Ciudad de Tudela, Carrera popular Vía Verde Tarazonica y la Carrera nocturna Ciudad de Tudela.
Únicamente la San Silvestre de Alsasua cuenta con más ediciones en Navarra. Ambas son junto con la San Silvestre de Pamplona y la San Silvestre de Lerín las carreras en honor a San Silvestre más importantes en la Comunidad Foral de Navarra.

## Palmarés
Cuadro de honor categoría absoluta de las últimas ediciones:
| Año  | Ganador Masculino   | Ganadora Femenina     |
| 1981 | Saturnino Arnedo    | Amaya Bailo           |
| 1983 | Saturnino Arnedo    | Begoña Vidaurre       |
| 1985 | José Luis Lázaro    | Begoña Bailo          |
| 1986 | José Luis Lázaro    | Begoña Bailo          |
| 1988 | Andrés Martínez     | Elvira Clemos         |
| 1990 | Luis Javier Alonso  | Fátima Fernández      |
| 1994 | Bartolomé Serrano   |                       |
| 1995 | Bartolomé Serrano   | Naima Rhaoui          |
| 1996 | Rachad Hicham       | María Jesús Zorraquín |
| 1997 | Hakami Ouharrouchk  | María Luisa Muñoz     |
| 1998 | Omar Errachidi      | Ana María Aranda      |
| 2000 | Nacho Olmo          |                       |
| 2004 | Wadie Roudki        | Esther Yago           |
| 2005 | Toño García         | Ainhoa Parra          |
| 2006 | Carlos Torralba     |                       |
| 2007 | Toño García         | Yolanda Magallón      |
| 2008 | Carlos Torralba     | Yolanda Magallón      |
| 2010 | Iván Muñoz          | Violeta Sampériz      |
| 2011 | Abderrahman Chachai | Rosa Aragón           |
| 2012 | Iván Muñoz          | Isabel Gil            |
| 2013 | Carlos Vázquez      | Violeta Sampériz      |
| 2014 | Nassim Hassous      | Violeta Sampériz      |
| 2015 | Luis Clausín        | Victoria Pradilla     |
| 2016 | Iván Acereda        | Arancha Tejero        |
| 2017 | Luis Clausín        | Victoria Pradilla     |
| 2018 | Luis Clausín        | Aitana Gil            |
| 2019 | Arturo Domínguez    | Aitana Gil            |
| 2020 | -                   | -                     |
| 2021 | Abule Esteban       | Nieves Garnica        |
| 2022 | Iván Acereda        | Leticia Acereda       |
| 2023 | Diego Vicente       | María Alduán          |
| 2024 | Óscar Aguado        | María Alduán          |